# Sportclub Rapid 1927-1928
Questa voce raccoglie le informazioni riguardanti lo Sportclub Rapid nelle competizioni ufficiali della stagione 1927-1928.

## Avvenimenti
Il Rapid Vienna raggiunge il secondo posto in campionato dietro al solo Admira Vienna.
La società di Vienna partecipa alla Coppa Mitropa escludendo agevolmente l'Hajduk Spalato (9-1) e, con qualche difficoltà, lo Slavia Praga (4-3). In finale il Rapid affronta l'AC Sparta e perde 6-2 a Praga; inutile vincere 2-1 a Vienna due settimane più tardi, i cechi si aggiudicano il trofeo.

## Organico 1927-1928

### Rosa
| N. |                    | Ruolo | Calciatore         |
| -- | ------------------ | ----- | ------------------ |
|    | Austria (bandiera) | P     | Walter Feigl       |
|    | Austria (bandiera) | P     | Franz Griftner     |
|    | Austria (bandiera) | D     | Leopold Czejka     |
|    | Austria (bandiera) | D     | Otto Jellinek      |
|    | Austria (bandiera) | D     | Roman Schramseis   |
|    | Austria (bandiera) | D     | Josef Smistik      |
|    | Austria (bandiera) | C     | Edi Frühwirth      |
|    | Austria (bandiera) | C     | Josef Heidingsfeld |
|    | Austria (bandiera) | C     | Hansi Horvath      |
|    | Austria (bandiera) | C     | Franz Kral         |
|    | Austria (bandiera) | C     | Josef Madlmayer    |
|    | Austria (bandiera) | C     | Leopold Nitsch     |

| N. |                    | Ruolo | Calciatore       |  |
| -- | ------------------ | ----- | ---------------- |  |
|    | Austria (bandiera) | C     | Alois Pellet     |  |
|    | Austria (bandiera) | C     | Johann Richter   |  |
|    | Austria (bandiera) | C     | Karl Valchar     |  |
|    | Austria (bandiera) | A     | Wilhelm Cernic   |  |
|    | Austria (bandiera) | A     | Josef Frühwirth  |  |
|    | Austria (bandiera) | A     | Johann Hoffmann  |  |
|    | Austria (bandiera) | A     | Willibald Kirbes |  |
|    | Austria (bandiera) | A     | Richard Kuthan   |  |
|    | Austria (bandiera) | A     | Johann Luef      |  |
|    | Austria (bandiera) | A     | Franz Weselik    |  |
|    | Austria (bandiera) | A     | Ferdinand Wesely |  |
|    | Austria (bandiera) | A     | Karl Wondrak     |  |